# The Heart of Nora Flynn

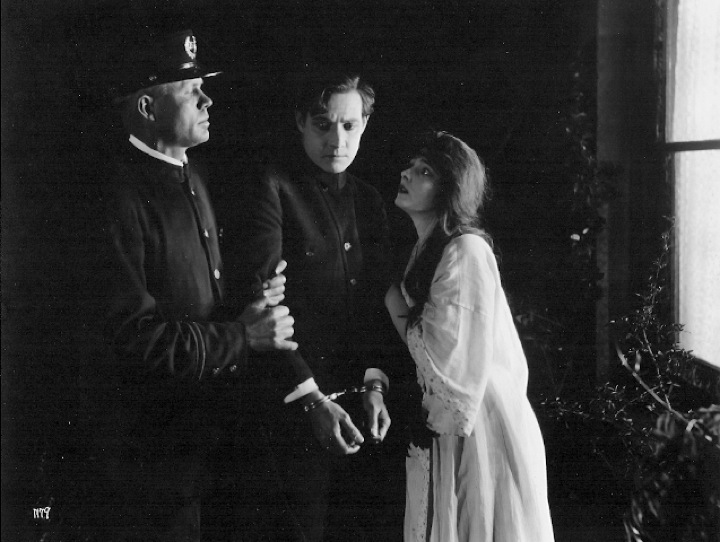
Elliott Dexter i Marie Doro en un fotograma de la pel·lícula

The Heart of Nora Flynn és una pel·lícula muda estatunidenca que va ser dirigida per Cecil B. DeMille i protagonitzada per Marie Doro i Elliott Dexter. Basada en un guió de Jeanie MacPherson, es va estrenar el 24 d'abril de 1916.

## Argument
El senyor Brantley Stone és al club quan s'assabenta que Jack Murray ha anat a casa seva. Sospitant que pot ser l'amant de la seva dona, demana a Nolan, el seu xofer, que el porti ràpidament a casa. Nolan condueix a tota velocitat, ja que pensa que potser és a ell, enamorat de Nora Flynn, la mainadera irlandesa de la casa, qui Jack Murray està enganyant. Murray ha convençut a la senyora Stone que fugi amb ell, quan ella veu per la finestra arribar el cotxe del marit. Ràpidament, la senyora Stone demana a Nora que amagui Murray a dalt. Malgrat les protestes de Nora, Jack Murray es tanca amb clau precisament a la seva cambra.
Quan el marit entra, es troba la dona, asseguda tranquil·lament, que declara no haver vist Murray però que potser Nora en sap alguna cosa. Això tranquil·litza Brantley Stone però enfureix Nolan, que pren la pistola del senyor Stone i es dirigeix ràpidament cap a dalt. Troba Nora davant de la porta tancada encara li fa pensar més el pitjor. Finalment descobreix Jack i el fereix.
La policia s'enduu Nolan tot i que l'endemà Murray retira la denúncia. Per tal que els nens que ha cuidat fins aleshores no tinguin un gran disgust, Nora guarda el secret de la senyora Stone. Tot i això, li fa explicar la veritat a Nolan per lo que ells dos es reconcilien. Brantley acomiada Nola i Nora pel seu comportament però abans de marxar, Nola aconsegueix que la senyora Stone li prometi que mai més veurà Jack. D'aquesta manera, encara que perdi la feina, Nora haurà aconseguit preservar la felicitat dels nens de la família Stone.

## Repartiment
- Marie Doro (Nora Flynn)
- Elliott Dexter (Nolan)
- Ernest Joy (Brantley Stone)
- Lola May (Mrs. Stone)
- Billy Jacobs (Tommy Stone, fill del matrimoni)
- Charles West (Jack Murray)
- Peggy George (Anna Stone, filla del matrimoni)
- Lewis McCord (Maggie la cuinera)
- Lucien Littlefield (xofer)

## Producció
Aquesta va ser la primera pel·lícula que Marie Doro va protagonitzar per a la Jesse L. Lasky Feature Play Company essent dirigida, editada i produïda per Cecil B. DeMille. Està basada en una història d'Hector Turnbull adaptada per Jeanie MacPherson. El director artístic va ser Wilfred Buckland i el càmera Alvin Wyckoff.
Peggy George era el nom professional de la intèrpret infantil Margaret deMille, filla de William C. deMille.